# Międzynarodowa Federacja Jeździecka
Międzynarodowa Federacja Jeździecka (ang. International Federation for Equestrian Sports, fr. Fédération Équestre Internationale, FEI) – międzynarodowa organizacja powstała w 1921 roku, zajmującą się sportem jeździeckim. Jej podstawowym celem jest wspieranie rozwoju światowego sportu jeździeckiego poprzez promocję i regulowanie zawodów w tradycyjnych dyscyplinach jeździeckich oraz pilnowanie humanitarnego obchodzenia się z końmi. 
Obecnie FEI wspiera następujące dyscypliny:
- ujeżdżenie
- skoki przez przeszkody
- WKKW
- powożenie
- woltyżerkę
- rajdy długodystansowe
- reining.

Zarząd FEI ma siedzibę w Lozannie w Szwajcarii.

## Przykładowe ilustracje

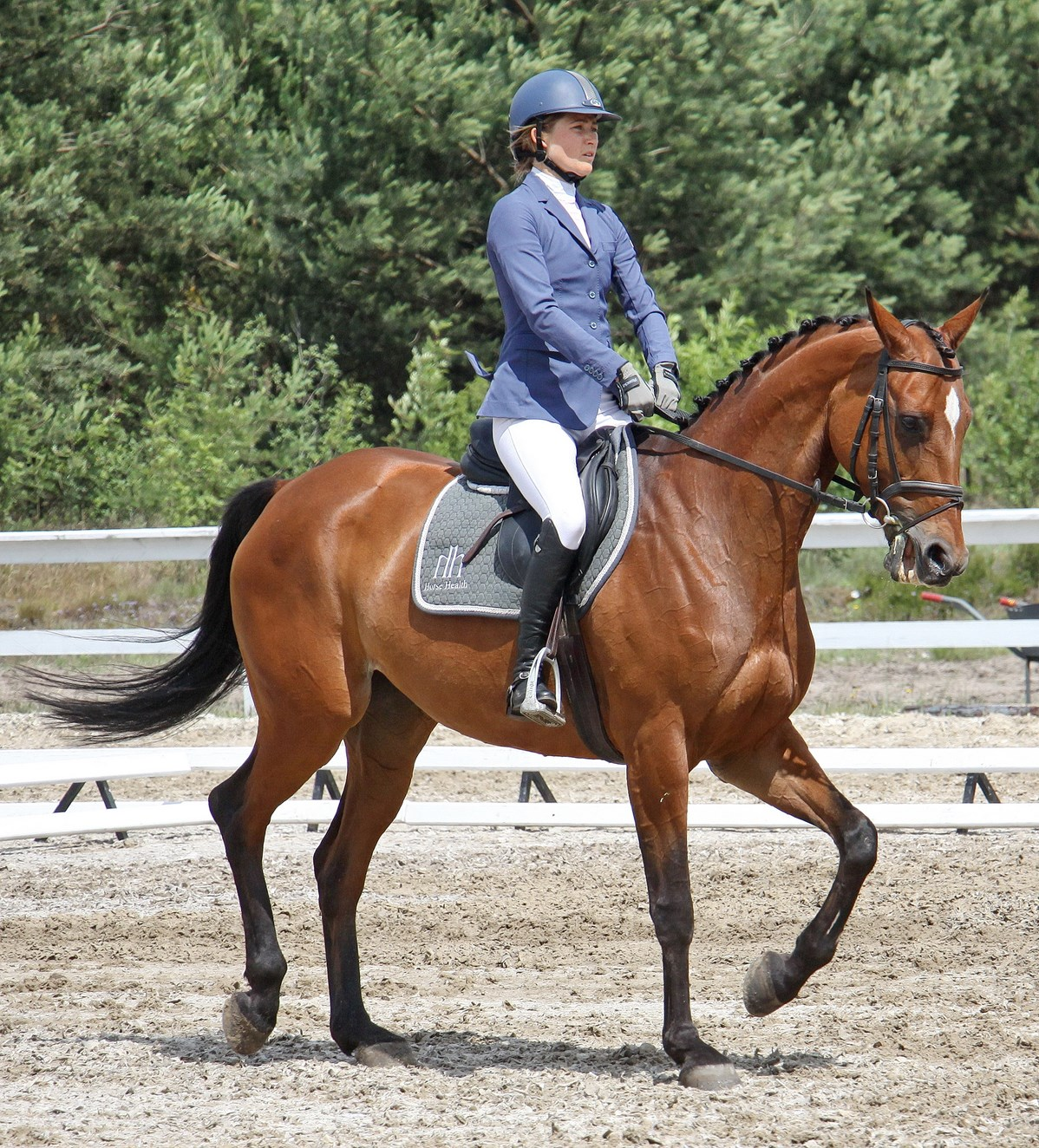
ujeżdżenie
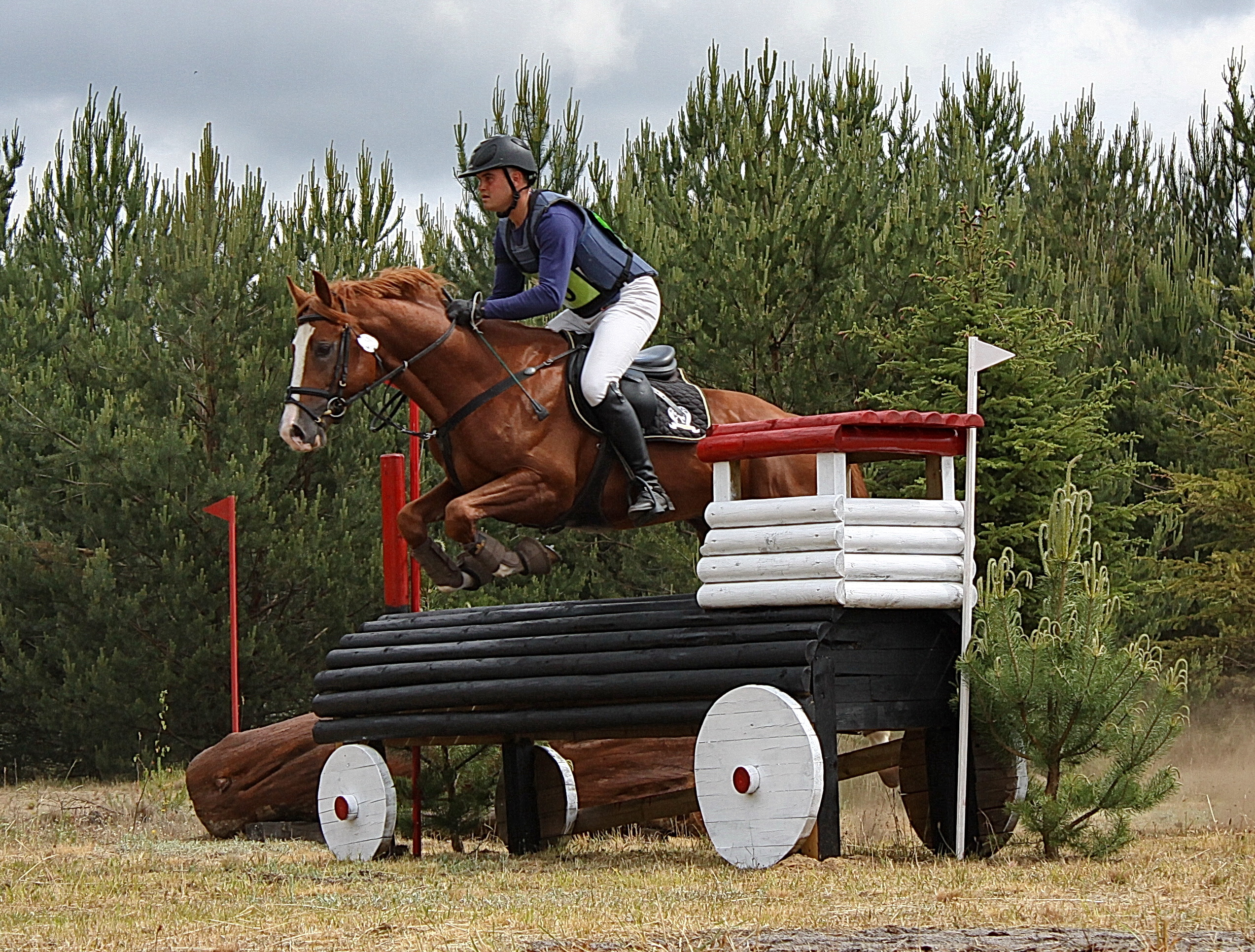
próba terenowa (WKKW)
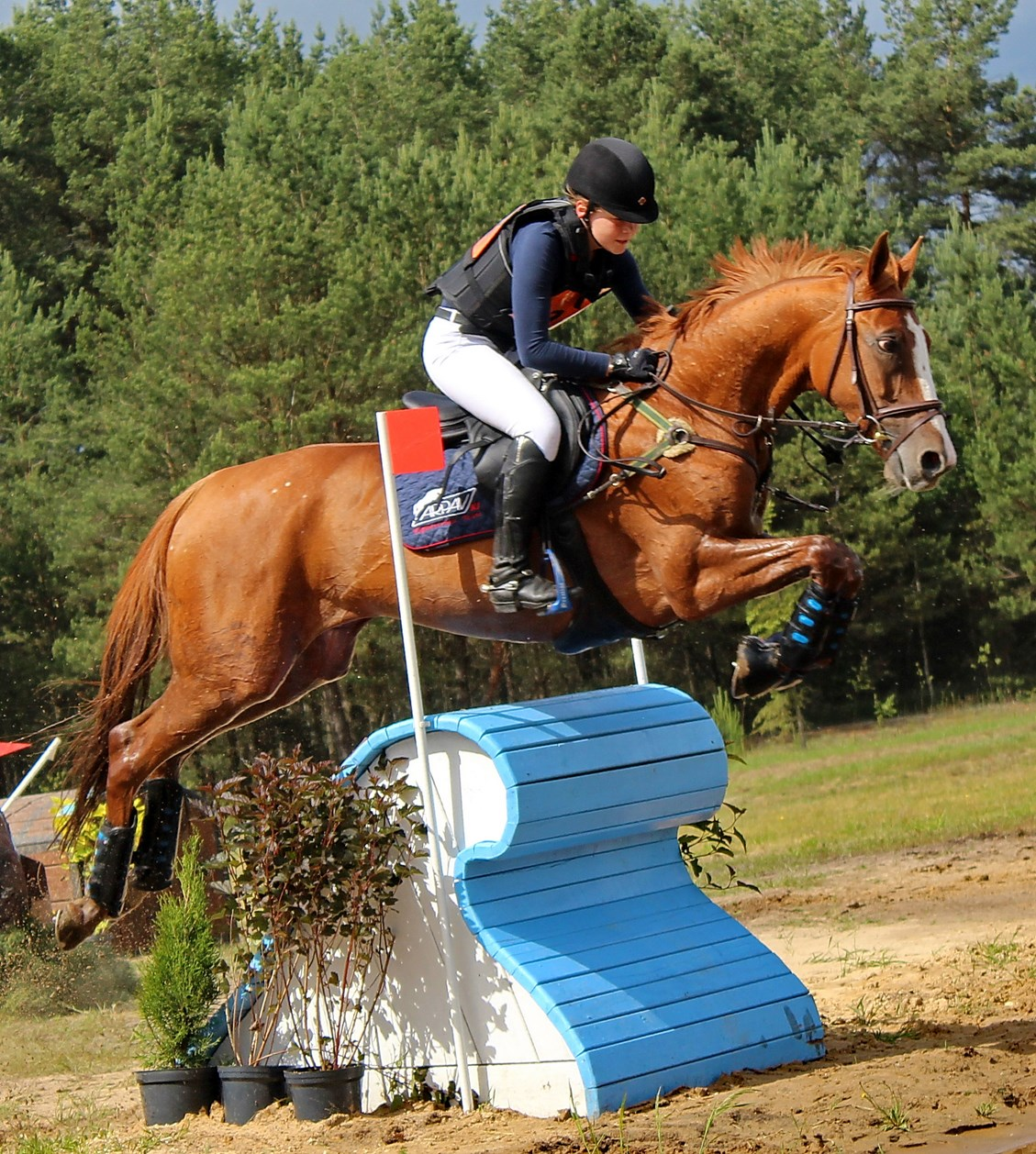
próba terenowa (WKKW)
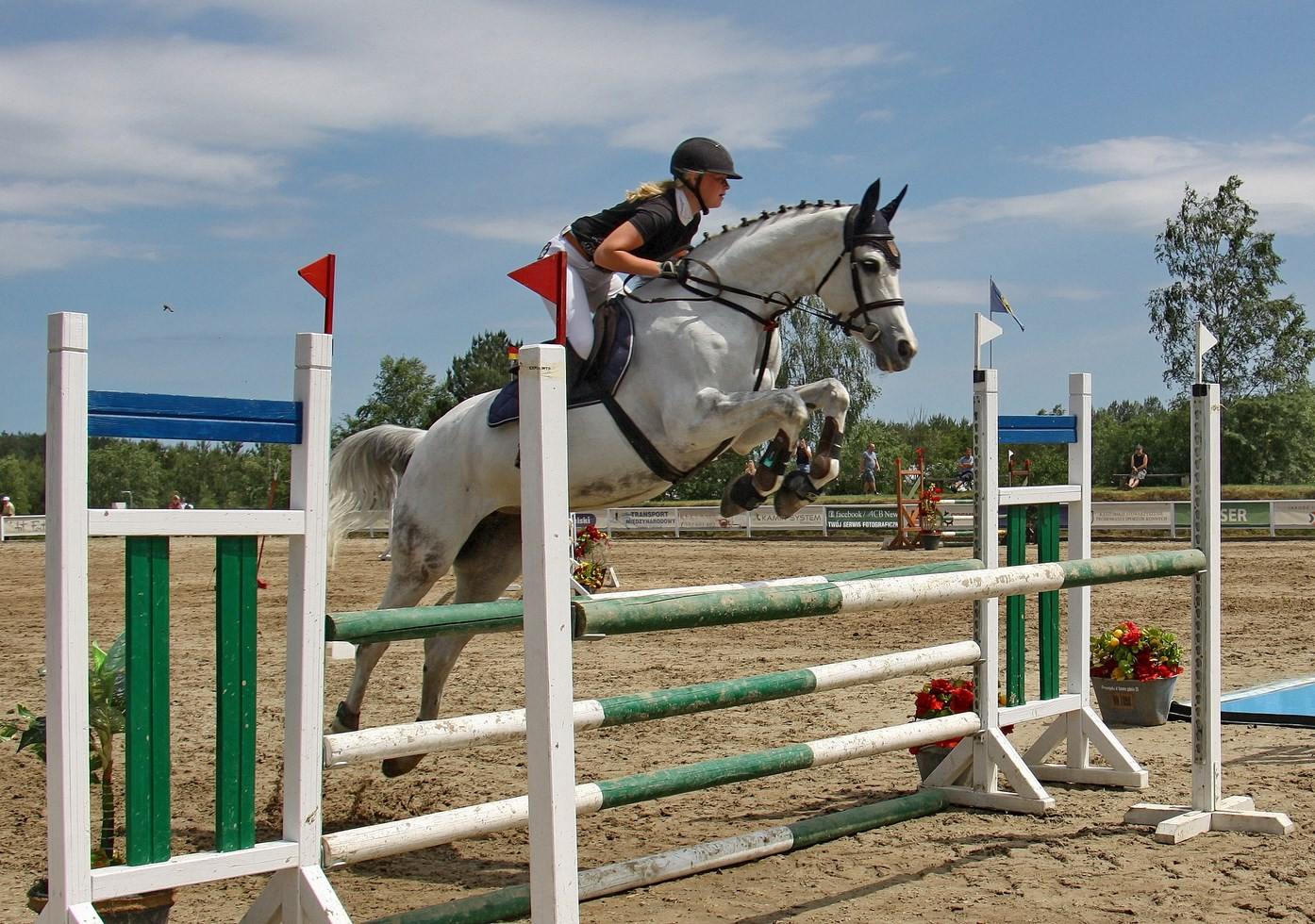
skoki przez przeszkody (Leoni Retzlaff)
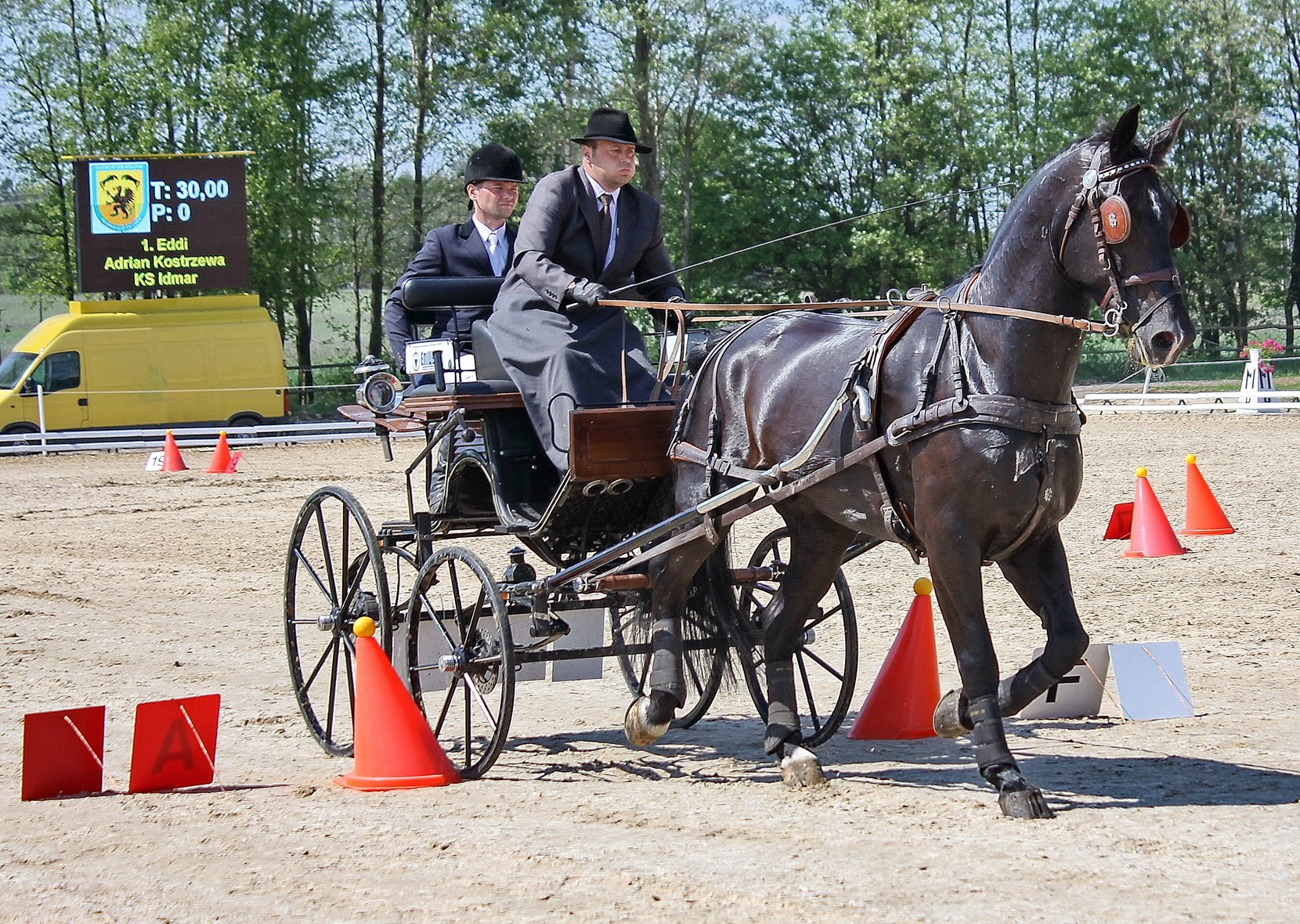
powożenie (Adrian Kostrzewa)
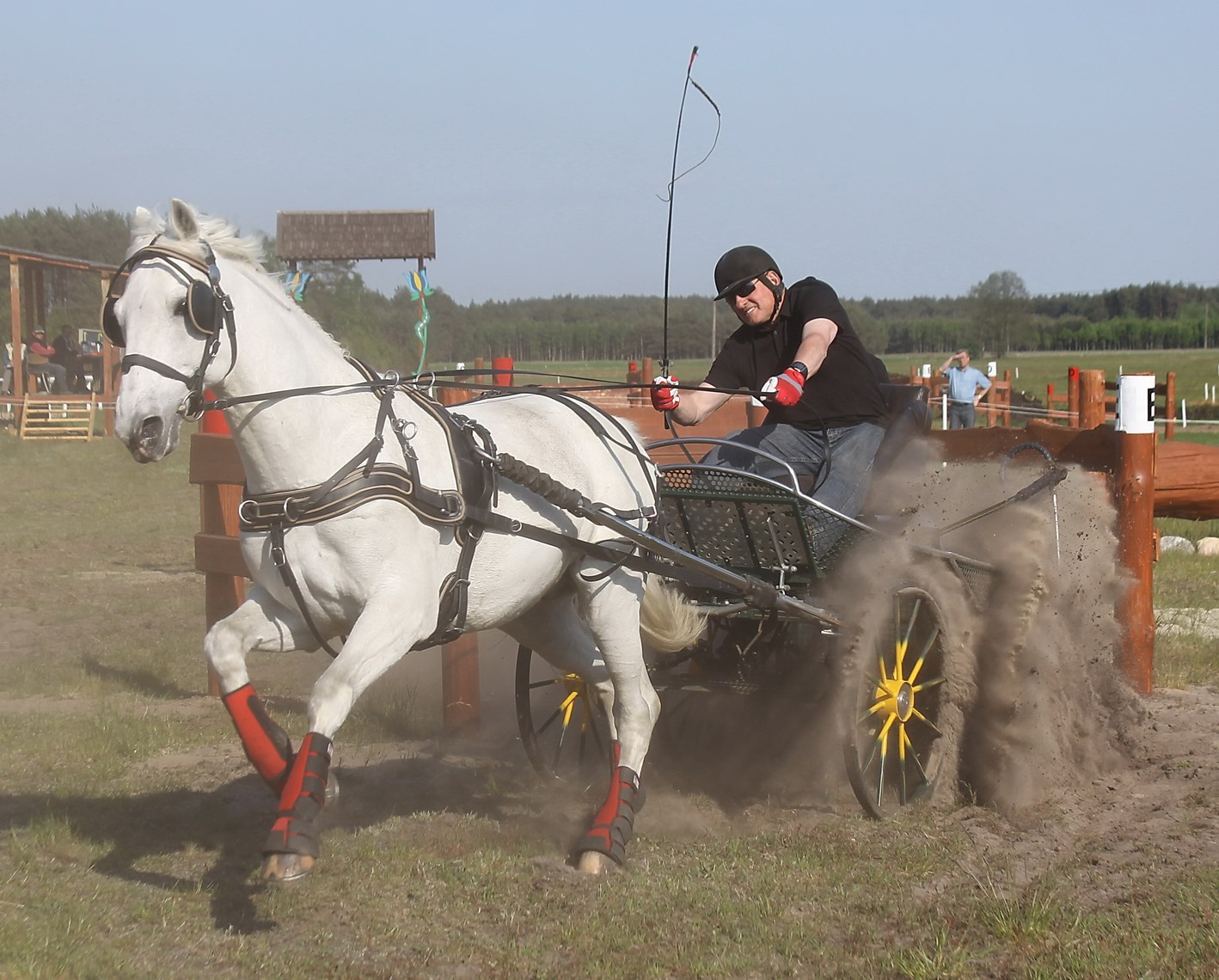
powożenie (Krzysztof Idzikowski)
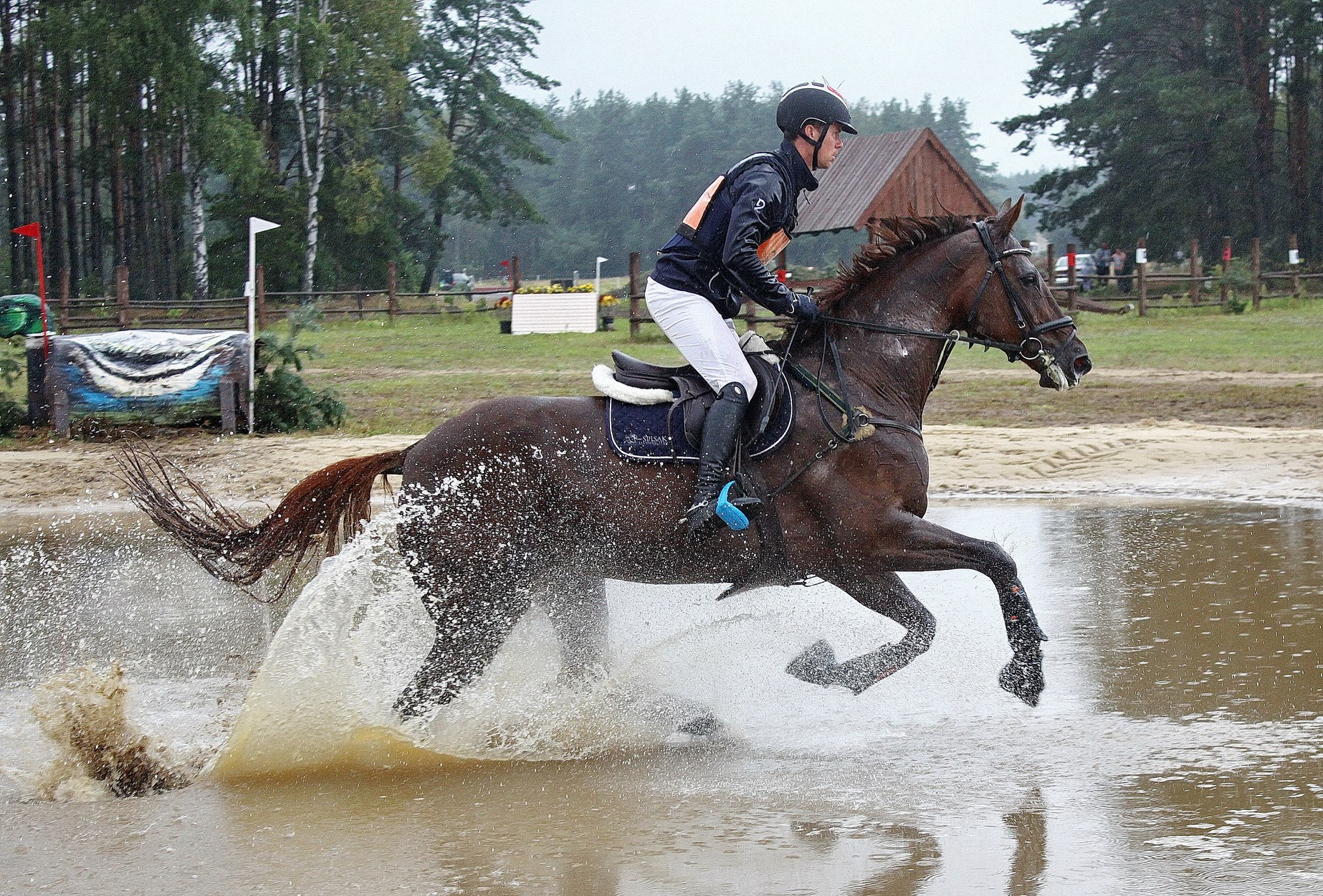
WKKW w Kwiekach Paweł Spisak
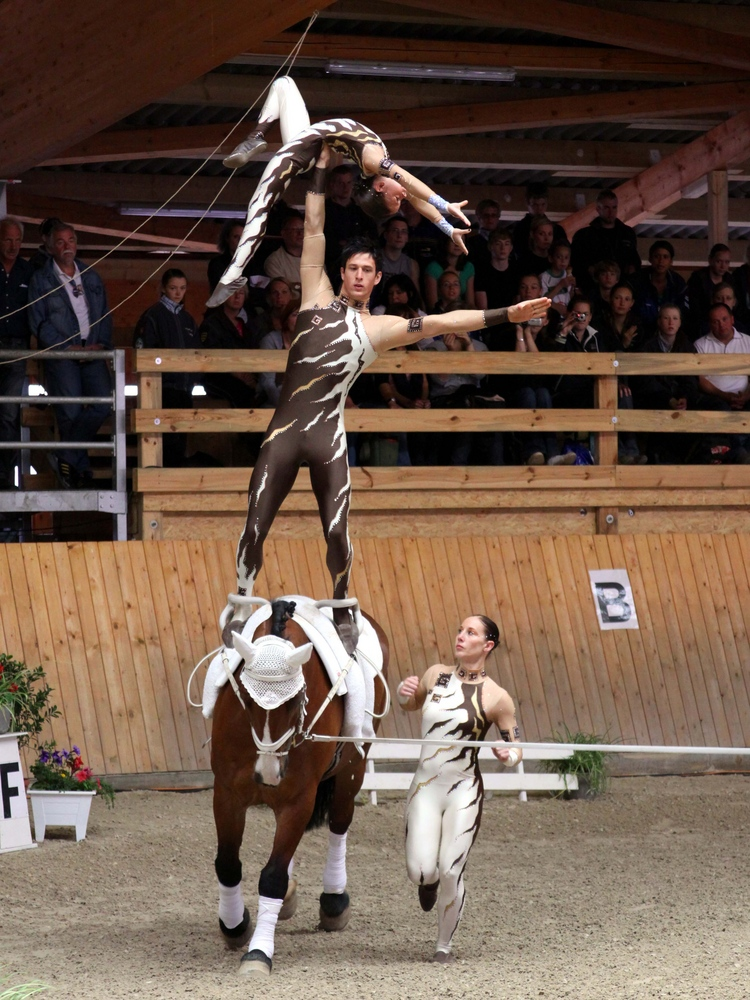
Woltyżerka